# Alagics Antal
Alagics Antal dr (1824. április 3., Baja – 1872. július 30. Pécs?) pécsi egyházmegyei pap, tanár 1851—59 között.

## Élete
Iskoláit Baján és a Pécsi Papnevelő Intézetben végezte. 1849. július 8-án pappá szentelték. 1859-ben sásdi plébános lett. Értekezései a gimnáziumi Értesítőben jelentek meg.

## Művei
- Gyakorlati adat az ó-remekirók mellett. Horácz levelek. (A pécsi kath. főgymnasium programmja az 1854/5-iki tanévre.Pécsett, 1855.)
- A tudományosság elemei. (A pécsi kath. főgymnasium programmja az 1857/8-iki tanévre.Pécsett, 1858.)